# 제1회 영국 아카데미 영화상
제1회 영국 아카데미 영화상은 1947년과 1948년의 최고의 영화를 기리기 위해 1949년 5월 29일에 열린 시상식이다.

## 수상

### 작품상
- 우리 생애 최고의 해 수상

### 알렉산더 코다 상
- 심야의 탈출 수상

## 같이 보기
- 제5회 골든 글로브상
- 제21회 아카데미상